# San Pietro d'Orzio
San Pietro d'Orzio (San Péder [samˈpedɛɾ] in dialetto bergamasco) è una frazione del comune bergamasco di San Giovanni Bianco posta in altura rispetto al centro abitato.

## Storia
La località è un piccolo villaggio agricolo di antica origine, da sempre costituito in comune e parrocchia con la chiesa di San Pietro.
Il paese divenne frazione di San Giovanni Bianco su ordine di Napoleone, ma gli austriaci annullarono la decisione al loro arrivo nel 1815 con il Regno Lombardo-Veneto.
Dopo l'unità d'Italia il paese crebbe da meno di cinquecento a più di seicento abitanti. Fu il fascismo a decidere la soppressione del comune unendolo a San Giovanni Bianco.

## Località
Situato in posizione dominante sul versante sinistro della valle, presenta il passaggio della Via Mercatorum, antica strada commerciale utilizzata in età medievale. La chiesa parrocchiale di San Pietro si caratterizza per la ricchezza dei suoi arredi, composti anche da opere di Carlo Ceresa, e la cinquecentesca pala di Andrea Busati dedicata alla Pietà.